# 베리 (프로뱅스)

베리의 문장

베리의 기

베리(Berry)는 프랑스 중부에 위치한 지역이다. 1790년 3월 4일에 데파르트망으로 대체된 프랑스의 프로뱅스였고 베리는 셰르 주 (고지 베리)와 앵드르 주 (저지 베리)로 나뉘었다.
베리 지역은 현재 셰르 주와 앵드르 주, 크뢰즈 주의 일부로 구성됐다. 베리의 중심 도시는 부르주이다. 베리는 몇몇 프랑스의 왕들과 프랑스 왕가 일가들이 태어난 곳으로 유명하며 제1차 십자군 전쟁에서 싸운 저명한 기사 보두앵 쇼드롱가 태어난 곳이기도 하다. 중세 시대에는 베리 공작령의 중심지였다. 14-15세기에 제작된 필사본 베리 공작의 매우 호화로운 기도서가 만들어진 곳이기도 하다.

## 브렌
앵드르 주의 샤토루 서부와 투르농생마르탱의 동부에 위치한 브렌은 옛 베리 지역과 투렌에 걸쳐 있던 지역이며, 현재는 8세기 이래로 이 지역 수도원의 수도사들이 양어를 위해 만든 많은 연못들로 인해 자연 보호 구역 (브렌 자연 보호 구역)으로 설정되었다.

## 같이 보기
- 생브누아뒤수
- 베리송 억양